# ストリートダンサー (映画)
『ストリートダンサー』（Street Dancer 3D）は、2020年のインドのヒンディー語ダンス映画。レモ・デソウザが監督を務め、プラブデーヴァー、ヴァルン・ダワン、シュラッダー・カプール、ノラ・ファテヒが出演しており、ロンドンで開催されるダンス大会「グラウンド・ゼロ」に挑むインド人チームとパキスタン人チームの若者たちの姿を描いている。

## ストーリー
ロンドンで活動するインド系ダンスチーム「ストリート・ダンサー」は同地で開催されるダンス大会「グラウンド・ゼロ」に出場するが、パフォーマンス中にリーダーのインドルが負傷したため大会を辞退し、「ストリート・ダンサー」はインドルの弟サヘージが引き継ぐことになった。それから2年後、サヘージ率いる「ストリート・ダンサー」はイナーヤト率いるパキスタン系ダンスチーム「ルール・ブレイカーズ」と対立し、街中でダンスバトルを繰り広げていた。両チームはラーム・プラサードが経営するレストランを度々利用していたが、そこで何度も騒動を起こしており、警察官のマイケル・ドナルドに目を付けられていた。サヘージは「ストリート・ダンサー」が古いダンススタイルが原因で「ルール・ブレイカーズ」に勝てないことを悩み、「グラウンド・ゼロ」の優勝経験を持つイギリス人ダンスチーム「ロイヤルズ」に所属する恋人ミアにコーチを依頼する。彼女の指導を受けた「ストリート・ダンサー」のダンス技術は向上し、「ルール・ブレイカーズ」とのダンス対決に勝利を収める。
ダンス対決の後、イナーヤトはラーム・プラサードがレストランの残飯をホームレスとなった不法移民に提供していることを知り驚くが、ラーム・プラサードは生きることに必死な人たちがいる一方で、富裕層のイナーヤトたちがダンスで争い、レストランで騒動を起こして食べ物を浪費していることを指摘する。同じころ、従兄弟の結婚式に出席するためにインドに滞在していたサヘージは、仲介人のチャブラからドール奏者のアムリンダルたちを不法にイギリスに入国させる手助けを頼まれ、報酬として400万ルピーを受け取り、それを元手にダンススタジオを購入していたことが明かされる。ラーム・プラサードの活動に賛同したイナーヤトは、不法移民たちを母国に帰国させるための資金を得るために「グラウンド・ゼロ」で優勝して賞金10万ポンドを得ようと考え、一方のサヘージは兄インドルのために優勝を目指していた。ラーム・プラサードは優勝のために両チームが協力することを提案するが拒否され、その後、「ストリート・ダンサー」のサヘージ、スシ、D、ポディは「ロイヤルズ」のリーダーであるマークにスカウトされ、「ロイヤルズ」に移籍する。「ロイヤルズ」に移籍したサヘージは傲慢になっていくが、彼に対してラーム・プラサードは自分がダンスの名人であり、「ルール・ブレイカーズ」にダンスを指導していることを明かす。
「グラウンド・ゼロ」の第1試合を勝ち進んだサヘージは、街中でアムリンダルと再会し、彼がチャブラに騙されてホームレスとなり、困窮していることを知る。アムリンダルはサヘージに助けを求めるが、サヘージは無関係を装って彼の求めを拒絶する。同じころ、ポディは「ルール・ブレイカーズ」のアリーシャと恋仲となり、サヘージにイナーヤトの目的を伝えて協力を呼びかけるが拒否され、彼と対立したことをきっかけに「ロイヤルズ」を離脱する。「グラウンド・ゼロ」の準決勝を終えた後、サヘージは路上で日銭を稼ぐアムリンダルたちに遭遇するが、マークたちが彼らを侮辱するのを止められなかったことを恥じ、イナーヤトの活動が不法移民たちの助けになることを受け入れる。その後、苦戦する「ルール・ブレイカーズ」に飛び入り参加したサヘージは「ロイヤルズ」を離脱し、「ストリート・ダンサー」と共に「ルール・ブレイカーズ」に合流して決勝に進出する。しかし、厳格なムスリムである家族にダンス活動をしていることを知られたイナーヤトは、「グラウンド・ゼロ」の出場を禁止されてしまう。事態を知ったサヘージはイナーヤトの自宅に乗り込み、彼女の活動は宗教的価値観に反するものの、困窮する人々を救う道徳的に正しい行為であることを訴え、彼女の出場を家族に認めさせる。両チームは「ストリート・ダンサー」として決勝に出場するが、「ロイヤルズ」メンバーの妨害で音源を切断されパフォーマンスの続行が不可能になってしまう。しかし、決勝を観覧していたアムリンダルたちが生演奏で「ストリート・ダンサー」を手助けし、音源消失がメンバーの妨害行為だと知ったマークが音源を元に戻すように指示したことでパフォーマンスは続行され、「ストリート・ダンサー」は優勝を果たした。アムリンダルたちは賞金を使いインドに帰国し、不法移民の救済活動を進める中でサヘージはイナーヤトと交際を始める。

## キャスト
- ラーム・プラサード（アンナ） - プラブデーヴァー（英語版）
- サヘージ・シン・ナルラ - ヴァルン・ダワン
- イナーヤト・ナージー - シュラッダー・カプール
- ポディ - ラーガヴ・ジュヤル（英語版）
- ミア - ノラ・ファテヒ
- インドル・シン・ナルラ - プニート・パータク（英語版）
- ザイン・ナージー - サルマーン・ユースフ・カーン（英語版）
- アムリンダル・シン - アパルシャクティ・クラーナー（英語版）
- D - ダルメシュ・イエランド（英語版）
- スシ - スシャント・プジャーリー
- パンミ・コウル・チャッダー - ソーナム・バージュワ（英語版）
- マイケル・ドナルド - ムラリ・シャルマ
- ジャスリーン・コウル・チャッダー - ウパサナ・シン（英語版）
- ランジョット・シン - ザイラー・ワッハーブ（英語版）
- ファリス・イナーヤト - ウマイル・アサンティ・カリル
- チャブラ - マノージュ・パーワ（英語版）
- ファハド - パヴァン・ラーオ
- サマイラ - ヴァールティカ・ジャー（英語版）
- チョトゥ - スシャント・カートリー
- マーク - フランシス・ラフリー
- アリーシャ - キャロライン・ワイルド
- ザヒール・ナージー - ラージ・ゴーヒル

## 製作

### 撮影
当初はウォルト・ディズニー・ピクチャーズが製作した『ABCD 2』の続編として企画され、『ABCD 3』のタイトルで製作が進められていたが、権利関係の問題からタイトルが『ストリートダンサー』に変更された。第1スケジュールの撮影はパンジャーブ州で行われ、ヴァルン・ダワン、ソーナム・バージュワ、アパルシャクティ・クラーナーの出演シーンが撮影された。その後、ロンドンで第2スケジュールの撮影が行われ、シュラッダー・カプールとノラ・ファテヒが撮影に合流した。当初はカトリーナ・カイフの出演が検討されていたが、彼女が辞退したためシュラッダー・カプールが起用された。5月の撮影中にシュラッダー・カプールは筋肉の痙攣を訴えるトラブルが起きている。

### 音楽
作曲はサチン＝ジガル、タニシュク・バーグチー、バードシャー、グル・ランダワ、グリンダル・セーガル、ハルシュ・ウパッダエが手掛け、作詞はクマール、プリヤー・サーライヤ、グル・ランダワ、バードシャー、ジガル・サーライヤ、タニシュク・バーグチー、ヴァーユ、I・P・シン、バールガヴ・プロヒト、クナール・ヴァルマー、ギャリー・サンドゥ、シャビール・アフメド、サミール・アンジャーン、ミリンド・ガバー、アスリ・ゴールドがそれぞれ手掛けている。
1曲目の「Muqabla」は、タミル語映画『Kadhalan』でA・R・ラフマーンが作曲し、P・K・ミシュラーが作詞を手掛けた「Muqaala Muqabla」をタニシュク・バーグチーが新たに作詞した楽曲であり、当初は『ABCD: Any Body Can Dance』のプロモーションに使用された。3曲目の「Illegal Weapon 2.0」はジャスミン・サンドラスとギャリー・サンドゥが手掛けたパンジャーブ語楽曲「Illegal Weapon」のリメイク楽曲であり、こちらもタニシュク・バーグチーが新たに作詞している。5曲目の「Lagdi Lahore Di」は、グル・ランダワの代表曲「ラホール」のリメイクであり、彼とサチン＝ジガルが作詞を手掛けており、6曲目の「Hindustani」はシャンカル＝イフサーン＝ロイが作曲し、サミール・アンジャーンが作詞を手掛けた「Suno Gaur Se Duniya Walo」のリメイクであり、ハルシュ・ウパッダエが新たに作詞を手掛けた。7曲目の「Bezubaan Kab Se」は、『ABCD: Any Body Can Dance』の収録曲「Bezubaan」のリメイクであり、ジガル・サーライヤが新たに作詞を手掛けている。11曲目の「Sip Sip 2.0」は、パンジャーブ語楽曲「Sip Sip」のリメイクであり、タニシュク・バーグチーが新たに作詞を手掛けたもので、12曲目の「Mile Sur」は国民統合歌「Mile Sur Mera Tumhara」のリメイクであり、サチン＝ジガルが作曲し、作詞はジガル・サーライヤ、ヴァーユ、I・P・シンが共同で手掛けている。
| #         | タイトル               | 作詞                                         | 作曲                                     | 歌手 | 時間  |
| --------- | ---------------------- | -------------------------------------------- | ---------------------------------------- | --- | ----- |
| 1.        | 「Muqabla」            | シャビール・アフメド、タニシュク・バーグチー | タニシュク・バーグチー、A・R・ラフマーン | ヤシュ・ナルヴァカル、パラーンパーラ・タークル                                                                                   | 2:56  |
| 2.        | 「Garmi」              | バードシャー                                 | バードシャー                             | バードシャー、ネーハー・カッカル                                                                                                 | 3:02  |
| 3.        | 「Illegal Weapon 2.0」 | プリヤー・サーライヤ                         | タニシュク・バーグチー                   | ジャスミン・サンドラス、ギャリー・サンドゥ                                                                                       | 3:08  |
| 4.        | 「Dua Karo」           | プリヤー・サーライヤ                         | サチン＝ジガル                           | アリジット・シン、ボヘミア、サチン＝ジガル                                                                                       | 4:29  |
| 5.        | 「Lagdi Lahore Di」    | グル・ランダワ                               | サチン＝ジガル、グル・ランダワ           | グル・ランダワ、トゥルシー・クマール                                                                                             | 3:35  |
| 6.        | 「Hindustani」         | サミール・アンジャーン                       | ハルシュ・ウパッダエ                     | シャンカル・マハーデーヴァン、ウディット・ナーラーヤン                                                                           | 2:26  |
| 7.        | 「Bezubaan Kab Se」    | ジガル・サーライヤ                           | サチン＝ジガル                           | シッダールト・バスルール、ジュビン・ナウティヤル、サチン＝ジガル                                                                 | 4:31  |
| 8.        | 「Pind」               | クナール・ヴァルマー                         | グリンダル・セーガル                     | グリンダル・セーガル | 5:36  |
| 9.        | 「Nachi Nachi」        | ミリンド・ガバー、アスリ・ゴールド           | サチン＝ジガル                           | ニーティ・モーハン、ドヴァーニー・バーヌシャーリー、ミリンド・ガバー                                                             | 3:19  |
| 10.       | 「Gann Deva」          | バールガヴ・プロヒト                         | サチン＝ジガル                           | ディヴィヤー・クマール、サチン＝ジガル                                                                                           | 4:01  |
| 11.       | 「Sip Sip 2.0」        | ギャリー・サンドゥ、クマール                 | タニシュク・バーグチー                   | ギャリー・サンドゥ、ジャスミン・サンドラス                                                                                       | 3:39  |
| 12.       | 「Mile Sur」           | ジガル・サーライヤ、ヴァーユ、I・P・シン     | サチン＝ジガル                           | ナヴラージ・ハンス、シャルマリ・コールゲイド、ディヴィヤー・クマール、ヴァーユ、シャシュワト・シン、I・P・シン、ラケシュ・マイニ | 5:53  |
| 合計時間: | 合計時間:              | 合計時間:                                    | 合計時間:                                | 合計時間: | 46:35 |

## 公開
2019年5月27日にヴァルン・ダワンが描かれたファーストルックポスターが公開され、2020年1月24日に公開された。

## 評価

### 興行収入
後悔所任地の国内興行収入は1億260万ルピー、公開2日目には1億3210万ルピーを記録した。公開3日目には1億7760万ルピーを記録し、オープニング週末の興行収入は4億1230万ルピーとなった。最終的な興行収入は9億7000万ルピー（国内8億1290万ルピー、海外1億5710万ルピー）となっている。

### 受賞・ノミネート
| 映画賞                 | 授賞日        | 部門           | 対象                                                               | 結果       | 出典   |
| ---------------------- | ------------- | -------------- | ------------------------------------------------------------------ | ---------- | ------ |
| 第66回フィルムフェア賞 | 2021年3月27日 | 振付賞         | - クルティ・マヘーシュ - ラーフル・シェッティ - 「Illegal Weapon」 | ノミネート | [ 17 ] |
| 第66回フィルムフェア賞 | 2021年3月27日 | 振付賞         | - クルティ・マヘーシュ - ラーフル・シェッティ - 「Nachi Nachi」    | ノミネート | [ 17 ] |
| 第14回ミルチ音楽賞     | 2022年3月19日 | 有望男性歌手賞 | - グリンダル・セーガル - 「Pind」                                  | ノミネート | [ 18 ] |